# Перше фоліо
«Перше фоліо» (англ. First Folio) — однотомне видання 1623 року, до якого вперше увійшли майже всі п'єси Вільяма Шекспіра. Упорядкована акторами Джоном Гемінгом та Генрі Конделом, які працювали в шекспірівській трупі. Містить 36 п'єс Шекспіра (за винятком «Перикла» та «Двох знатних родичів»).

## Назва
- «Перше фоліо» — коротка назва, що вживається у мистецтвознавсті.
- «Комедії, хроніки та трагедії містера Вільяма Шекспіра. Надруковано з точних та справжніх текстів» (англ. Mr. William Shakespeare's Comedies, Histories, & Tragedies) — повна назва видання.

## Історія
Видання «Містера Вільяма Шекспіра комедії, хроніки та трагедії. Надруковано з точних та справжніх текстів», яке називають Першим фоліо, було видрукувано 1623 року в 750 примірниках відомими друкарями Вільямом та його сином Ісааком Джаггартами разом з друкарем Едвардом Блаунтом. Неоправлений примірник коштував 15 шилінгів, а примірник у палітурці — 1 фунт стерлінгів. До сьогодні збереглося 229 примірників Першого фоліо, дві третини з яких зберігаються в бібліотеках США. 82 примірники цього видання перебувають у фондах Фолджерівської шекспірівської бібліотеки у Вашингтоні, 5 примірників зберігається в Британській бібліотеці, 12 примірників — у бібліотеці приватного Університету Мейсей (Токіо).
Загалом існує 40 різних варіантів Першого фоліо, що пов'язано з типовою для того часу технологією друкування книжок. Коректура окремих сторінок відбувалася вже під час самого друкування, так що у деяких примірниках певні помилки ще не було помічено, а в наступних вже виправлено. Загалом готові книги часто були зліпленим докупи конгломератом корегованих і некорегованих сторінок.
Факсимільні примірники, що їх виготовляють в наш час, зазвичай орієнтуються на найкраще вичитані сторінки з різних примірників, що збереглися. Найважливішим факсимільним виданням Першого фоліо є Нортонське факсиміле (англ. Norton Facsimile), підготовлене до друку 1968 року Чарлтоном Гінманом.
Чимало п'єс Шекспіра вже було опубліковано у виданні формату кварт, проте саме в Першому фоліо було зроблено спробу зібрати всі п'єси Шекспіра в авторському варіанті. Таким чином зараз Перше фоліо вважається найточнішим текстовим джерелом драматургії Шекспіра і є основою для сучасних видань його творів.

## Зміст
Тридцять шість п'єс, виданих у Першому фоліо, було надруковано в тому порядку, в якому вони подані нижче. П'єси, опубліковані в цьому виданні вперше, позначені зірочкою (*). Кожна п'єса супроводжується описом джерел тексту.

### Комедії
- 1 Буря * — п'єса була здана в набір з рукопису, підготовленого Ральфом Крейном, професійним писарем, найнятим трупою. Крейн розділив п'єсу на акти і сцени, часто використовуючи дужки, дефіс та інші засоби структурування тексту.
- 2 Два веронці* — ще один рукопис, підготовлений Ральфом Крейном.
- 3 Віндзорські насмішниці — також робота Крейна.
- 4 Міра за міру* — можливо, також рукопис Крейна.
- 5 Комедія помилок* — можливо, набрано з чорнового автографа Шекспіра й доповнено з кількома ремарками.
- 6 Багато галасу з нічого — набрано з копії з кварто, трохи підправлено.
- 7 Безплідні зусилля кохання — набрано з відредагованою копії Q1.
- 8 Сон літньої ночі — набрано з копії Q2, зі значною кількістю ремарок, можливо, текст використовувався як суфлерський примірник.
- 9 Венеційський купець — набрано з трохи відредагованої та виправленої копії Q1.
- 10 Як вам це сподобається* — набрано з якісного рукопису, з небагатьма ремарками, доданими суфлером.
- 11 Приборкання норовливої* — набрано з чорнового рукопису Шекспіра, з додаванням деяких ремарок, можливо, для використання тексту як суфлерського примірника.
- 12 Все добре, що добре закінчується* — швидше за все, набрано з шекспірівських чернеток.
- 13 Дванадцята ніч*
- 14 Зимова казка* — ще один рукопис, підготовлений Ральфом Крейном.

### Хроніки
- 15 Король Іоанн* — суфлерський примірник або чорновий автограф.
- 16 Річард II — набрано з Q3 і Q5, тексти виправлені за суфлерським примірником.
- 17 Генріх IV, частина 1 — набрано з відредагованої копії Q5.
- 18 Генріх IV, частина 2 — очевидно поєднання рукопису та тексту кварто.
- 19 Генріх V — набрано з чернетки Шекспіра.
- 20 Генріх VI, частина 1* — очевидно список з авторського рукопису з додаванням ремарок.
- 21 Генріх VI, частина 2 — можливо, рукопис Шекспіра, що використовувався як суфлерський примірник.
- 22 Генріх VI, частина 3 — можливо, рукопис Шекспіра, що використовувавсь як суфлерський примірника.
- 23 Річард III — походження тексту достеменно не з'ясоване, можливо, набрано частково з Q3, а частково — з Q6, скоригованого за рукописом (можливо, чорновим).
- 24 Генріх VIII* — набрано з чистового рукопису Шекспіра.

### Трагедії
- 25 Троїл і Крессіда — можливо, набрано з тексту кварто, звіреного з чернетками Шекспіра.
- 26 Коріолан* — набрано з високоякісного авторизованного рукопису.
- 27 Тіт Андронік — набрано з копії Q3, яка, можливо, була суфлерським примірником.
- 28 Ромео та Джульєтта — передрук тексту Q3.
- 29 Тімон Афінський*
- 30 Юлій Цезар* — набрано з суфлерського примірника чи його копії.
- 31 Макбет* — можливо, набрано з суфлерського примірника.
- 32 Гамлет — одна з найскладніших проблем Першого фоліо: швидше за все, було набрано комбінацію Q2 та рукописних текстів.
- 33 Король Лір — також велика проблема: очевидно, набрано переважно з Q1, але при звірці з Q2 і з виправленнями за суфлерським примірником.
- 34 Отелло — очевидно набрано з Q1 та звірено з якісним рукописом.
- 35 Антоній та Клеопатра*
- 36 Цимбелин * — можливо, ще одна робота Ральфа Крейна або офіційний суфлерський примірник.

Трагедія «Троїл та Крессида» спочатку мала йти за «Ромео та Джульєттою», але друк було припинено, можливо, через конфлікт з приводу прав на п'єсу. Місце «Троїла та Крессиди» зайняв «Тімон Афінський». Пізніше, коли юридичний спір був розв'язано, п'єсу було надруковано першою в трагедіях.